# Nancy Wake
Nancy Grace Augusta Wake (Wellington, 30 augustus 1912 – Kingston upon Thames, 7 augustus 2011), bijgenaamd White Mouse, was een van oorsprong Nieuw-Zeelandse die werkte als een spionne voor de Britten tijdens de Tweede Wereldoorlog. Ooit stond zij op de lijst van meest gezochte personen van de Gestapo.
Wake werd geboren in 1912 en toen ze twee was verhuisde zij naar Australië. Toen ze zestien was, vluchtte ze van huis weg, en in 1935 ging ze naar Londen. Wake studeerde journalistiek en vond werk in Parijs. In 1939 trouwde ze met Henry Fioca, een rijke fabriekseigenaar. Toen de oorlog begon, werd ze ambulancechauffeur. Ze maakte al spoedig deel uit van een verzetsgroep onder leiding van Pat O'Leary (echte naam Albert Guérisse) en hielp Britse soldaten te ontsnappen uit Frankrijk. De Gestapo merkte snel haar activiteit op, en ze vluchtte naar Spanje. Haar man werd gevangen, gemarteld, en doodgeschoten.
In Engeland werd ze lid van de Special Operations Executive (SOE). In april 1944 werd Wake gedropt in Frankrijk om te werken met het Franse verzet voor de D-Day-landingen. Zij was verwikkeld in verscheidene gevechten met het Duits leger. Het is bekend dat ze een SS-officier gedood zou hebben met haar blote handen.
Ze heeft verschillende onderscheidingen voor haar moed ontvangen, met inbegrip van de Britse “George Medaille,” het Franse Croix de Guerre (bij drie gelegenheden), de Médaille de la Résistance en ze werd benoemd tot Ridder in het Franse Legioen van Eer. De Amerikanen gaven haar de Medal of Freedom. In 2004 maakte Australië haar een Companion of the Order of Australia.
Wake was een ongebruikelijke vrouw in haar tijd. Bij de soldaten met wie zij werkte, had ze de reputatie van een zware drinker. Majoor John Farmer zei over haar drinken dat 
“... wij konden net niet achterhalen waar het allemaal naartoe ging.”
Toen de Australische regering haar een medaille aanbood, zei ze dat die 
“hun medailles daar kunnen stoppen waar een aapje zijn noten in stopt.”
Zij verkocht haar medailles ter ondersteuning van haar inkomen op oudere leeftijd. Zij zei 
“Er was geen reden om ze te bewaren, ik zal waarschijnlijk naar de hel gaan en ze zouden maar smelten.”
Een roman van Sebastian Faulks, genaamd Charlotte Gray, is gebaseerd op haar leven en werd verfilmd met Cate Blanchett in de hoofdrol. Wake is te zien in Bloody Mondays & Strawberry Pies (2008) van Coco Schrijber.